# Plamének vlašský
Plamének vlašský (Clematis viticella) je rostlina z čeledi pryskyřníkovitých (Ranunculaceae).

## Popis
Jedná se o dřevitou liánu, která dorůstá až do 3–6 m délky. Listy jsou 1–2x lichozpeřené, řapíkaté. Lístky jsou trojlaločné, celokrajné, lysé. Květy mají asi 4 cm v průměru, jsou modré, modrofialové až nachové, vyrůstají jednotlivě, úžlabní nebo vrcholové. Okvětní lístky jsou nejčastěji 4, lysé, jen vně tence plstnaté, široce vejčité, nejčastěji 15–25 mm dlouhé. Ve skutečnosti se ale jedná o petalizované (napodobující korunu) kališní lístky, kdy korunní lístky chybí. Kvete v červnu až v srpnu. Tyčinek je mnoho. Gyneceum je apokarpní, pestíků je mnoho. Plodem je nažka, která je na vrcholu zakončená jen krátkým přitiskle chlupatým přívěskem. Nažky jsou uspořádány do souplodí. Počet chromozómů je 2n=16.

## Rozšíření
Plamének vlašský je přirozeně rozšířen v jižní Evropě, a to ve východním Středomoří od Itálie na východ, na Balkáně, v Malé Asii na východ po Kavkaz. Pěstovaný nebo i zdomácnělý ovšem může být i severněji. Člověkem zavlečený a zdomácnělý je i na několika místech v Severní Americe. V České republice není původní, ale pěstuje se jako okrasná liána, v teplých oblastech zřídka zplaňuje nebo je zdomácnělý.

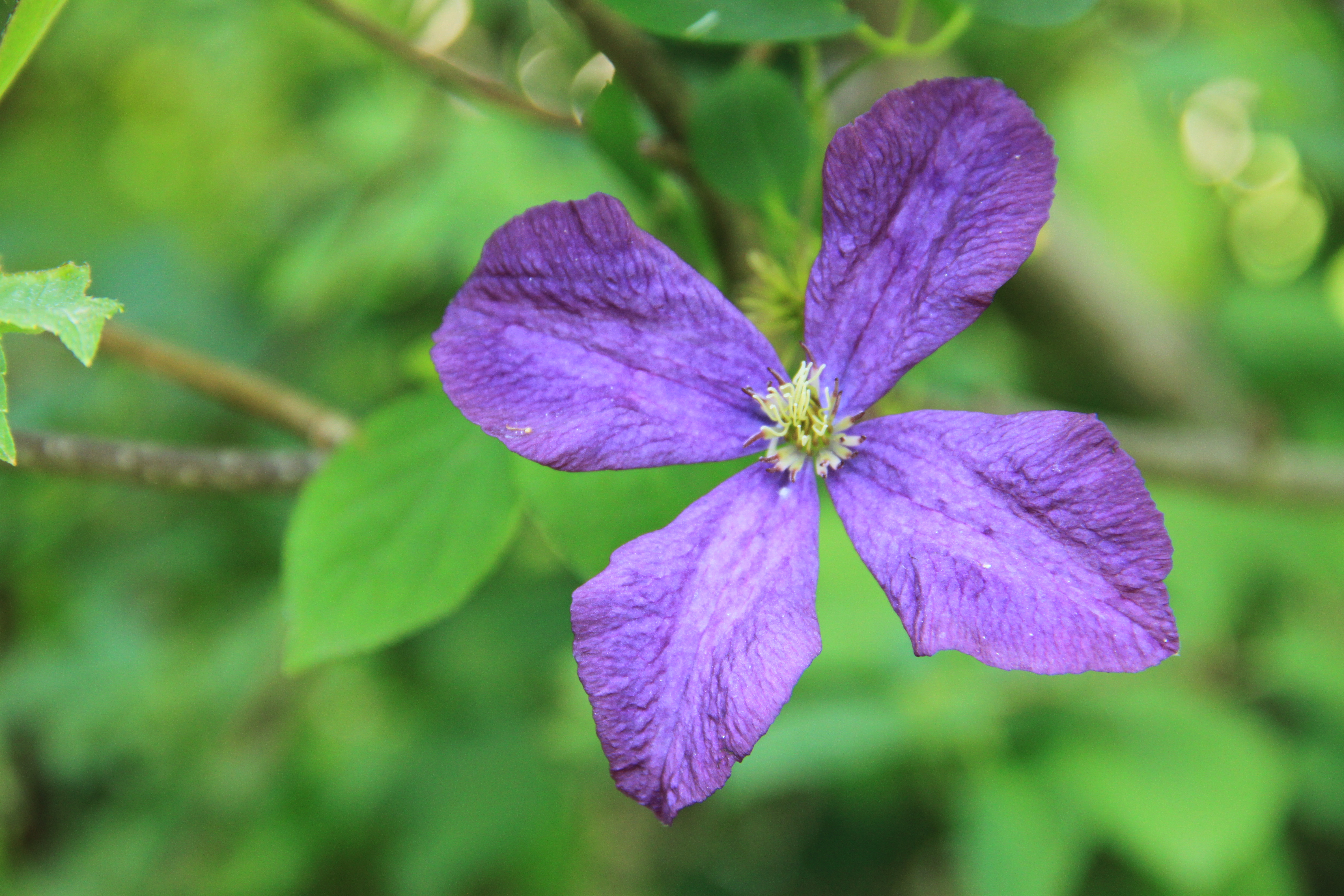
Detial květu